# Ankara Cup 2012
L'Ankara Cup 2012 è stato un torneo femminile di tennis giocato sul cemento indoor. È stata la 2ª  edizione del torneo dell'Ankara Cup, che fa parte della categoria ITF 50 K nell'ambito del ITF Women's Circuit 2012. Il torneo si è giocato all'Ankara Tennis Club di Ankara, dal 17 al 23 dicembre 2012.

## Partecipanti

### Teste di serie
| Nazionalità | Giocatrice        | Ranking* | Teste di serie |
| ----------- | ----------------- | -------- | -------------- |
| Lussemburgo | Mandy Minella     | 77       | 1              |
| Porto Rico  | Mónica Puig       | 133      | 2              |
| Germania    | Dinah Pfizenmaier | 141      | 3              |
| Russia      | Valerija Savinych | 148      | 4              |
| Russia      | Marta Sirotkina   | 159      | 5              |
| Stati Uniti | Chiara Scholl     | 170      | 6              |
| Serbia      | Aleksandra Krunić | 171      | 7              |
| Turchia     | Çağla Büyükakçay  | 174      | 8              |

* Le teste di serie sono basate sul ranking al 10 dicembre 2012

### Altre partecipanti
Le seguenti giocatrici hanno ricevuto una wild card per il tabellone principale:
- Başak Eraydın
- Sultan Gönen
- Pemra Özgen
- İpek Soylu

Le seguenti giocatrici sono passate dalle qualificazioni:
- Kristina Barrois
- Yuliya Kalabina
- Nigina Abduraimova
- Ana Savić
- Danka Kovinić (lucky loser)
- Ons Jabeur (lucky loser)

## Campionesse

### Singolare
Ana Savić ha battuto in finale  Mónica Puig con il punteggio di 5–7, 6–3, 6–4.

### Doppio
Magda Linette /  Katarzyna Piter hanno battuto in finale  Iryna Burjačok /  Valerija Solov'ëva con il punteggio di 6–2, 6–2.